# NGC 5624
NGC 5624 este o galaxie spirală situată în constelația Boarul. A fost descoperită în 9 mai 1887 de către Lewis A. Swift.